# Rubus salisburgensis
Rubus salisburgensis är en rosväxtart som beskrevs av Wilhelm Olbers Focke. Rubus salisburgensis ingår i släktet rubusar, och familjen rosväxter. Utöver nominatformen finns också underarten R. s. subvestitus.